# Burgredo de Mércia
Burgredo ou Burhred ou Burghred foi rei da Mércia (852-874).

## Rei dos Mércios
Burgredo tornou-se rei de Mércia em 852. Ele foi possivelmente relacionado com o seu antecessor Beortvulfo, cujos dois filhos Beortrico e Beortefrito provavelmente faleceram antes de seu pai. No ano seguinte, Burgredo enviou mensageiros a Etelvulfo, rei dos saxões ocidentais, para vir ajudá-lo a dominar os britânicos, que viviam entre Mércia e o mar ocidental (Gales), e que se estavam a rebelar contra o seu governo. Imediatamente após receber a embaixada do Burgredo, o rei Etelvulfo moveu o seu exército, e avançou com o Rei Burgredo contra a Inglaterra (País de Gales). Eles invadiram e devastaram-na, reduzindo-a a uma sujeição a Burgredo. Assim o exército de Etelvulfo voltou para sua casa, em Wessex. No mesmo ano, também, depois da Páscoa, Etelvulfo deu a sua filha (Etelsvita) para Burgredo, rei dos mercianos, como sua rainha, e o casamento foi celebrado na casa de campo real de Chippenham em Wessex.

### Chegada do Grande Exército Pagão
Doze anos após o sucesso de Burgredo contra o País de Gales, em 865, o Grande Exército Pagão, uma força de cerca de 10.000 homens invadiram. Eles eram liderados por três irmãos: Ivar, Haldano e Uba. Após campanhas bem sucedidas contra a Este Anglia e a Nortúmbria, eles avançaram através de Mercia, chegando a Nottingham em 867. Burgredo então apelou para Etelredo de Wessex e seu irmão, Alfredo, o Grande para assistência contra os viquingues, que estavam na posse de Nottingham. Os exércitos de Wessex e Mercia não efectuaram nenhuma luta séria, e os viquingues foram autorizados a permanecer durante o inverno. Em 874 a marcha dos viquingues de Lindsey para Repton levou Burgredo de seu reino após saquearam Tamworth.

### Morte
Após a saída de Burgredo, os viquingues nomeou um Mércio para substituí-lo, e exigiram juramentos de lealdade por parte deles. Burgredo retirou-se para Roma e morreu aí. Ele foi enterrado, de acordo com a Crónica Anglo-Saxã ", na igreja de Sancta Maria, na escola da nação Inglesa", em Roma.
Burgredo é mencionado na Crónica Anglo-Saxã, nos anos de 852, 853, 868 e 874.
Moedas do reinado de Burgredo - todos com a ortografia de Burgredo - foram encontrados em vários tesouros. Em dezembro de 2003, moedas de prata a partir do reinado de D. Burgredo foram encontradas num sítio em Yorkshire.